# Нерутаяхатарка
Нерутаяхатарка (устар. Неру-Яха-Тарка) — река в России, протекает по территории Пуровского района Ямало-Ненецкого автономного округа. Длина реки составляет 11 км.
Начинается в болоте глубиной 0,5 метра на высоте около 86 метров над уровнем моря. От истока течёт в юго-восточном направлении через частично заболоченный лиственничный лес. Устье реки находится в 13 км по левому берегу реки Нерутаяха на высоте 54,9 метра над уровнем моря.

## Данные водного реестра
По данным государственного водного реестра России относится к Нижнеобскому бассейновому округу, водохозяйственный участок реки — Пур. Речной бассейн реки — Пур.
Код объекта в государственном водном реестре — 15040000112115300059422.